# Adventkyrkan, Linköping
Adventkyrkan är en kyrkobyggnad i Linköping. Kyrkan tillhör Adventistförsamlingen, Linköping.

## Instrument
I kyrkan finns ett piano.